# Pracheachon
Pracheachon var ett kambodjanskt progressivt parti med socialistisk plattform. Partiet grundades som ett resultat av 1954 års Genève-konvention som garanterade Kambodjas rätt till oberoende och neutralitet med rätt att anordna demokratiska val utan den franska kolonialmaktens inblandning. Partiet leddes av Non Suon, Keo Meas och Penn Yuth. Många av partiets medlemmar var samtidigt aktiva i Kampucheas kommunistiska parti. Organisationen led hårt under general Lon Nols regim och flera anhängare förföljdes. Representanter som valdes till det kambodjanska parlamentet trakasserades ofta av polis. Inte många med offentliga poster från Pracheachon vågade sitta kvar efter val på grund av förföljelserna. 